# Biblioteca Nacional de Veneçuela
La Biblioteca Nacional de Veneçuela (BNV) és una institució pública, que està ubicada a Caracas, fundada el 13 de juliol de 1833 pel primer president del país José Antonio Páez.
És un edifici de 80 mil metres quadrats i compta amb gairebé tres milions de llibres. La col·lecció inclou també el mateix nombre d'exemplars hemerogràfics, documentals i audiovisuals ben conservats. La Biblioteca compta amb cinc incunables, dels quals, l'exemplar més antic està datat el 1471.